# Stratton Oakmont
La Stratton Oakmont era una società di brokeraggio situata a Long Island, New York. Fondata nel 1989 da Jordan Belfort e Danny Porush, l'azienda ha frodato molti azionisti, portando all'arresto e all'incarcerazione di diversi dirigenti, prima di venire chiusa nel 1996.

## Storia
Jordan Belfort ha fondato la Stratton Oakmont nel 1989 con Danny Porush e Brian Blake. Stratton Oakmont divenne la più grande azienda OTC negli Stati Uniti tra la fine degli anni 80 e gli anni 90, responsabile dell'offerta pubblica di 35 società, tra cui la Steve Madden Ltd. La Stratton Oakmont è stata chiusa nel 1996, dopo l’incarcerazione dei principali dirigenti.

## Nei media
La storia dell'azienda viene narrata nel film The Wolf of Wall Street (2013).